# Fußball-Weltmeisterschaft 1986/Mexiko
Dieser Artikel behandelt die mexikanische Nationalmannschaft bei der Fußball-Weltmeisterschaft 1986 in Mexiko.

## Qualifikation
Mexiko war als Gastgeber automatisch für die WM-Endrunde qualifiziert.

## Mexikanisches Aufgebot
| Nummer     | Name                       | Damaliger Verein      | Geburtstag | Sp.      | Tor      | Rot      | Gelb     |
| Torhüter   | Torhüter                   | Torhüter              | Torhüter   | Torhüter | Torhüter | Torhüter | Torhüter |
| ---------- | -------------------------- | --------------------- | ---------- | -------- | -------- | -------- | -------- |
| 1          | Pablo Larios               | CD Cruz Azul          | 21.07.1960 | 5        | 0        | 0        | 0        |
| 12         | Ignacio Rodríguez          | CF Atlante            | 12.07.1956 | 0        | 0        | 0        | 0        |
| 20         | Olaf Heredia               | UANL Tigres           | 19.10.1957 | 0        | 0        | 0        | 0        |
| Abwehr     |                            |                       |            |          |          |          |          |
| 14         | Félix Cruz Barbosa         | UNAM Pumas            | 04.04.1961 | 5        | 0        | 0        | 0        |
| 5          | Francisco Javier Cruz      | CF Monterrey          | 24.05.1966 | 4        | 0        | 0        | 0        |
| 18         | Rafael Amador Flores       | UNAM Pumas            | 16.11.1957 | 3        | 0        | 0        | 0        |
| 4          | Armando Manzo              | Club América          | 16.10.1958 | 0        | 0        | 0        | 0        |
| 3          | Fernando Quirarte          | Deportivo Guadalajara | 17.05.1956 | 5        | 2        | 0        | 1        |
| 17         | Raúl Servín                | UNAM Pumas            | 29.04.1963 | 5        | 1        | 0        | 1        |
| 2          | Mario Alberto Trejo        | Club América          | 11.02.1956 | 2        | 0        | 0        | 1        |
| Mittelfeld |                            |                       |            |          |          |          |          |
| 13         | Javier Aguirre             | Club América          | 01.12.1958 | 5        | 0        | 1        | 1        |
| 10         | Tomás Boy                  | UANL Tigres           | 05.07.1953 | 5        | 0        | 0        | 0        |
| 6          | Carlos de los Cobos        | Club América          | 10.12.1958 | 3        | 0        | 0        | 1        |
| 8          | Alejandro Domínguez        | Club América          | 09.11.1961 | 1        | 0        | 0        | 0        |
| 7          | Miguel España              | UNAM Pumas            | 31.01.1964 | 5        | 0        | 0        | 0        |
| 16         | Carlos Muñoz Remolina      | UANL Tigres           | 08.09.1959 | 4        | 0        | 0        | 1        |
| Angriff    |                            |                       |            |          |          |          |          |
| 15         | Luis Flores                | UNAM Pumas            | 18.07.1961 | 3        | 1        | 0        | 0        |
| 11         | Carlos Hermosillo          | Club América          | 24.08.1964 | 0        | 0        | 0        | 0        |
| 19         | Javier Hernández           | UAG Tecos             | 01.08.1961 | 0        | 0        | 0        | 0        |
| 22         | Manuel Negrete Arias       | UNAM Pumas            | 11.03.1959 | 5        | 1        | 0        | 1        |
| 21         | Cristóbal Ortega           | Club América          | 25.07.1956 | 0        | 0        | 0        | 0        |
| 9          | Hugo Sánchez               | Real Madrid           | 11.07.1958 | 4        | 1        | 0        | 3        |
| Trainer    |                            |                       |            |          |          |          |          |
|            | Bora Milutinović (Trainer) |                       | 07.09.1944 |          |          |          |          |

## Mexikanische Spiele
Mexiko war während der Gruppenauslosung gesetzt und musste deshalb in der Vorrunde nicht gegen Gegner wie Deutschland, Frankreich oder Italien antreten.

### Vorrunde
- Mexiko –  Belgien 2:1 (2:1)

Stadion: Aztekenstadion (Mexiko-Stadt)
Zuschauer: 110.000
Tore: 0:1 Quirarte (23.), 0:2 Sánchez (39.), 1:2 Vandenbergh (44.)
Zum zweiten Mal traf Mexiko bei einer Weltmeisterschaft auf Belgien – und zum zweiten Mal in der Gruppenphase einer Heim-WM. Nachdem „El Tri“ 1970 das letzte Gruppenspiel gegen Belgien mit 1:0 gewonnen hatte, endete die Begegnung diesmal mit einem 2:1-Erfolg der Gastgeber im Eröffnungsspiel. 
Mexiko dominierte die erste Halbzeit nahezu komplett und ging nach einem langen Freistoß von Tomás Boy, den Fernando Quirarte mit dem Kopf aufnahm und aus gut zehn Metern Entfernung – unerreichbar für den zu jener Zeit beim FC Bayern München unter Vertrag stehenden belgischen Schlussmann Jean-Marie Pfaff – zur 1:0-Führung ins lange Eck einköpfte.
Ein erneut von Tomás Boy in der 39. Minute getretener Eckball landete auf dem Kopf des am kurzen Pfosten der Belgier lauernden Carlos Muñoz, der den Ball auf den langen Pfosten verlängerte, wo Hugo Sánchez lauerte und aus kürzester Distanz mit dem Kopf verwandelte. 
Der Anschlusstreffer zu Gunsten der Belgier entstand unmittelbar vor dem Pausenpfiff nach einem langen Einwurf in den Strafraum der Mexikaner, den der herausstürzende Torwart Pablo Larios schlecht abwehrte. Der Ball landete auf dem Kopf von Erwin Vandenbergh, der unbedrängt verwandeln konnte. 
In der zweiten Halbzeit übernahmen die in Rückstand liegenden Belgier das Geschehen und Mexikos Torhüter Larios hatte mehrere Gelegenheiten, seinen Fehler wieder gutzumachen und seiner Mannschaft den erstmaligen Sieg in einem WM-Auftaktspiel zu retten. 
- Mexiko –  Paraguay 1:1 (1:0)

Stadion: Aztekenstadion (Mexiko-Stadt)
Zuschauer: 114.600
Tore: 1:0 L. Flores (2.), 1:1 Romero (84.)
Besondere Vorkommnisse: Fernández hält einen Strafstoß von Sánchez (90.)
Mexiko ging bereits in der zweiten Spielminute in Führung, nachdem Luis Flores seinem Gegenspieler enteilt war und eine von Raúl Servín in den Strafraum geschlagene Flanke am herausstürzenden paraguayischen Schlussmann Roberto „Gato“ Fernández vorbei ins lange Eck schob. 
Nach einer weiteren Chance für die Gastgeber durch einen aus gut 25 Metern abgefeuerten Freistoß von Tomás Boy, der direkt in den Armen von „Gato“ Fernández landete, übernahmen die in Rückstand liegenden Paraguayer das Geschehen und kamen zu einer Vielzahl von Möglichkeiten gegen sich in die Defensive zurückziehende Mexikaner, bei denen sich Torhüter Pablo Larios wiederholt auszeichnen konnte. Die beste Gelegenheit für die Mexikaner ergab sich bei einem Konter in der 39. Minute, als Hugo Sánchez im Strafraum von Paraguays Schlussmann Fernández zu Fall gebracht wurde, der englische Schiedsrichter George Courtney aber weiterlaufen ließ. 
In der 84. Minute wurde der Druck der Paraguayer gegen zu passiv eingestellte Mexikaner belohnt, als Julio César Romero eine Flanke per Kopfball ins lange Eck verwandeln konnte. Nun war das Weiterkommen der Mexikaner, die sich bei einem Sieg bereits für das Achtelfinale qualifiziert hätten, wieder in Gefahr. Nach einem genialen Hackentrick von Francisco Javier Cruz in den paraguayischen Strafraum wurde Hugo Sánchez von seinem Gegenspieler gelegt und erhielt diesmal den Strafstoß zugesprochen, der ihm in der ersten Halbzeit noch verweigert worden war. Der gefoulte Spieler trat selbst an und schoss den Ball scharf und platziert in die von ihm aus gesehen linke Torecke. Doch Paraguays Schlussmann parierte den Schuss mit Bravour und rettete seiner Mannschaft das wichtige Unentschieden.
- Mexiko –  Irak 1:0 (0:0)

Stadion: Aztekenstadion (Mexiko-Stadt)
Zuschauer: 103.763
Schiedsrichter: Zoran Petrović ( Jugoslawien)
Tor: 1:0 Quirarte (54.)
Mexiko dominierte nahezu das komplette Spiel und die torgefährlichste Szene der ersten Halbzeit war ein Lattenkracher von Luis Flores. 
Die überfällige Führung gelang dem Gastgeber in der 54. Minute nach einem langen Ball von Manuel Negrete, den Fernando Quirarte im Strafraum aufnahm und – keine zwei Meter von der Torauslinie entfernt – von außerhalb des Fünfmeterraums aus spitzem Winkel ins kurze Eck abschloss. 
Weil die parallel ausgetragene Begegnung zwischen Belgien und Paraguay 2:2 endete, erreichte Mexiko zum ersten Mal in der WM-Geschichte den Gruppensieg und qualifizierte sich für das Achtelfinale. 

### Finalrunde
- Achtelfinale:  Mexiko –  Bulgarien 2:0 (1:0)

Stadion: Aztekenstadion (Mexiko-Stadt)
Zuschauer: 114.580
Tore: 1:0 Negrete (34.), 2:0 Servín (61.)
Die Führung der Gastgeber entstand durch eine der schönsten Szenen dieser Weltmeisterschaft, als Manuel Negrete – vor und nach dem Doppelpass mit Javier Aguirre – den Ball zweimal geschickt in der Luft verarbeitete und „das schönste WM-Tor aller Zeiten“ erzielte.
Das 2:0 leitete Raúl Servín mit einer Flanke auf Negrete ein, die jedoch von Bulgariens Schiwko Gospodinow geklärt werden konnte. Den darauffolgenden Eckball verwandelte Servín per Kopf aus rund zwei Metern Torentfernung. Dies schien bereits die Vorentscheidung zu sein, doch die mit dem Rücken zur Wand stehenden Bulgaren drehten noch einmal mächtig auf und versuchten, das unvermeidliche Ausscheiden noch zu vermeiden. Die größte Parade bot Mexikos Schlussmann Larios in der 74. Minute, als er einen Kopfball von Petar Petrow aus sechs Metern Torentfernung über das Tor lenkte. Nur zwei Minuten später konnten die mexikanischen Feldspieler sich erneut bei Larios bedanken, als er einen gefährlichen Freistoß von Radoslaw Zdrawkow entschärfte.
- Viertelfinale:  Mexiko –  BR Deutschland  0:0 n. V., 1:4 i. E.

Stadion: Estadio Universitario (San Nicolás de los Garza)
Zuschauer: 41.700
Elfmeterschießen: 0:1 Allofs, 1:1 Negrete, 1:2 Brehme, 1:2 (Quirarte scheitert an Schumacher), 1:3 Matthäus, 1:3 (Servín scheitert an Schumacher), 1:4 Littbarski
Bei der letzten WM-Begegnung zwischen den beiden Mannschaften in der Vorrunde 1978 hatte Mexiko mit 0:6 die höchste Niederlage seiner WM-Geschichte bezogen und war hoffnungslos unterlegen. Diesmal begegneten sich beide Mannschaften auf Augenhöhe und hatten jeweils mehrere Gelegenheiten, in Führung zu gehen. 
Nachdem Thomas Berthold in der 64. Minute nach einer Unbeherrschtheit des Feldes verwiesen worden war, dominierten die Mexikaner das Spiel, während die Deutschen sich auf die Verteidigung konzentrierten. Am Ende konnte sich die DFB-Elf bei ihrem Torhüter Toni Schumacher – der einen strammen Volleyschuss von Javier Aguirre aus etwa acht Metern parierte – bedanken, dass sie überhaupt die Verlängerung erreichte. In der 100. Minute war es dann Aguirre, der seine bis dahin überlegene Mannschaft schwächte, als er nach einem Foul an Lothar Matthäus kurz vor dem deutschen Strafraum zur Unterbindung eines gegnerischen Konters ebenfalls vom Platz gestellt wurde und somit wieder der personelle Gleichstand erreicht war. 
Das nach dem torlosen Spiel fällige Elfmeterschießen gewann die deutsche Mannschaft durch ihre besseren Vollstreckerqualitäten. Obwohl Larios bei den Schüssen von Matthäus und Littbarski sich für die richtige Torecke entschieden hatte, konnte er die scharf und platziert geschossenen Bälle nicht erreichen, während die zu schwach und zentral geschossenen Bälle von Quirarte und Servín den deutschen Torhüter vor keinerlei Probleme stellten.